# Salza Irpina
Salza Irpina är en ort och kommun i provinsen Avellino i regionen Kampanien i Italien. Kommunen hade 742 invånare (2017).